# Szelekció
A szelekció vagy kiválasztódás olyan evolúciós folyamat, mely során a reprodukcióra képes élőlények nemzedékeinek váltakozásával bizonyos tényezők hatására egyes öröklődő tulajdonságok gyakorisága nő, egyesek gyakorisága pedig csökken.

## Természetes tényezők

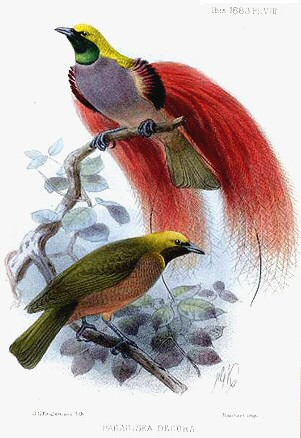
Az interszexuális nemi szelekció jó példája - nőstény és hím paradicsommadár

Természetes tényezők, melyek emberi közreműködéstől mentesen képesek szelekciót indukálni.
Bár kérdés, vajon az ember milyen szinten tekinthető nem a természet részének.
Az alapvető természetes tényező az egyes egyedek vagy fajok túlélési és szaporodási sikere, illetve azok alkalmazkodás képessége a túlélés érdekében, vagyis a fitnesz, avagy rátermettség. Ez a tényező képezi a természetes szelekció alapját. Azonban a fitnesz felbontható több "altényezőre", így a természetes szelekciónak is több fajtája lehet.
- Az egyednek vagy fajnak egyszerűen az ökológiai rendszerben rátermettségéből, alkalmazkodóképességéből eredő helytállása, túlélési sikere. Az ebből adódó kiválasztódás az ökológiai szelekció, a szóhasználat szerint ezt nevezzük természetes szelekciónak.

- Az állatok számos olyan jellegzetességet fejlesztettek ki, amelyek szigorúan véve nem szolgálják az egyedet a túlélésben, viszont segítenek neki abban, hogy minél több utódja szülessen. Ezt a nemi szelekció segítségével kétféleképpen érik el:
  - Valamely jellegzetességgel vonzóvá teszik magukat az ellenkező nem számára (nemek közötti, interszexuális szelekció);
  - vagy elriasztják vele az azonos nemű vetélytársakat (nemen belüli, intraszexuális szelekció).

- Egyes élőlények, érthető okok miatt valószínűleg csak állatok, olyan életstratégiát követnek, amik során rokonaik szaporodási sikerét előtérbe helyezik saját túlélésükkel és/vagy szaporodásukkal szemben. Erre az államalkotó rovarok (például méhek) a klasszikus példa, ahol a steril nőstények „dolgozóként” segédkeznek anyjuknak a további utódok létrehozásában. Az evolúcióbiológusok általában ezt a rokonszelekció elmélete segítségével magyarázzák.

## Nem természetes tényezők
Nem tekinthető természetes tényezők általi szelekciónak, melyben bármilyen szinten, de emberi érdekek játszanak közre. Ezen érdekektől függően a tényezők jellege és száma nagyon sok lehet.
Az emberi civilizáció kialakulásának kezdetén a háziasítás eredetileg a vadon élő fajok emberi környezetbe való beillesztését jelentette élelemtermelés, különböző munkákban segéderőként való felhasználás, áruelőállítás végett, tehát kezdetben az ember csak a vadon élő populációkból való elkülönítés, és új környezetbe helyezés által volt a kiválasztódás okozója, tudatosan csak később, a XIX. században kezdték mesterséges szelekció során az egyes egyedek hasznos, vagy inkább „kívánt” tulajdonságaik alapján elkülönült populációkba szervezését tenyésztés céljából.